# Epistemologia do Armário
Epistemologia do Armário (Epistemology of the Closet) é um livro publicado em 1990 por Eve Kosofsky Sedgwick, considerada uma das fundadoras dos estudos queer. O livro aborda a questão do que constitui a sexualidade humana.

## Resumo
Em Epistemologia do Armário, Sedgwick afirma que as oposições binárias padrão limitam a liberdade e a compreensão, especialmente no contexto da sexualidade. Sedgwick argumenta que limitar a sexualidade à homossexualidade ou à heterossexualidade, numa oposição binária estruturada, é demasiado simplista.
O autor analisa um momento histórico do final do século XIX em que a orientação sexual se tornou um definidor de identidade pessoal tão importante quanto o gênero havia sido durante séculos. Em seu prefácio, a autora examina o livro tanto pessoal quanto historicamente, analisando a primeira onda da epidemia de AIDS e sua influência no texto.
Epistemologia do Armário se concentra em obras literárias que refletem as ideias sociais e políticas de teóricos queer. Alguns dos principais autores dos quais Sedgwick se inspira são Michel Foucault, Herman Melville, Oscar Wilde, Friedrich Nietzsche e Marcel Proust.

## Temas

### Binário
O livro aborda a ideia de que há duas visões que orientam a identidade e o desejo sexual: a visão minoritária e a visão universalizante.
- A visão minoritária sustenta que certos indivíduos nascem verdadeiramente gays e somente aqueles que nascem com características "desviantes" compartilham interesse por eles.
- A visão universalizante enfatiza que a homossexualidade é importante para pessoas com uma ampla gama de sexualidades. Esta visão acredita que não existe uma identidade erótica estável e, embora nem todos sejam bissexuais no comportamento físico, todos são, até certo ponto, bissexuais nas suas qualidades inerentes de mente e carácter.[3]

### Linguagem
O uso da linguagem e a rotulação em si são um tema importante e uma ocorrência comum em Epistemologia do Armário. O livro propõe o argumento de que "homossexualidade" é um termo carregado. De acordo com Sedgwick, esse termo "sempre pareceu ter pelo menos algum preconceito masculino — seja por causa do trocadilho com o latim homo = homem latente em seu macarrônico etimológico, ou simplesmente por causa da maior atenção aos homens no discurso que o cerca".
Assim como o termo "homossexualidade", o termo "gay" produz resultados mistos, segundo o autor. Conforme explicado no livro, algumas mulheres se autodenominam "lésbicas", mas não se identificam nem um pouco com o termo "gay". No entanto, outras mulheres se identificam como "mulheres gays", o que as dissocia do termo "lésbica". Isso produz um conflito de linguagem óbvio que Sedgwick aponta como apenas mais um problema relacionado à oposição binária moderna que é homo/heterossexual.

## Legado
A epistemologia do armário provou ser influente na pesquisa geográfica da sexualidade. O conceito de armário e seus efeitos epistêmicos foram examinados por acadêmicos de diversas disciplinas, incluindo geografia, e usados para entender o funcionamento das relações sexuais em uma ampla gama de cenários geográficos.
A Epistemologia do Armário também teve impacto na comunidade gay, onde, de acordo com a International Gay & Lesbian Review, é amplamente considerada como "um dos textos-chave da teoria queer e, como tal, um livro desafiador de ler".

## Críticas literárias
Epistemologia do Armário recebeu muitas críticas positivas. Na publicação, o livro atraiu a atenção do The Nation, que o descreveu como "uma obra notável de mente e espírito", na qual "as análises literárias são excelentes".
De acordo com Robert Tobin, um escritor de Filosofia e Literatura, "os leitores que ainda anseiam por prosa expositiva sem digressões podem, ocasionalmente, ficar frustrados com este livro, assim como os leitores cujas políticas diferem das de Sedgwick. No entanto, são provavelmente precisamente esses leitores que mais poderiam aprender com Epistemologia do Armário, que restabelece a posição de Sedgwick como um dos pensadores mais importantes nos estudos gays americanos."
Um artigo na Publishers Weekly descreveu o armário homossexual de Sedgwick como "a estrutura definidora da opressão gay neste século". O artigo destaca a influência por trás da forte discordância de Sedgwick com aqueles que separam gays e heterossexuais como "tipos distintos de pessoas", sem humanidade comum. O artigo continua descrevendo como "Suas leituras atentas de Billy Budd, de Melville, Dorian Gray de Wilde e de Proust, Nietzsche, Henry James e Thackeray estão repletas de observações perspicazes que relacionam medos arraigados de relacionamentos entre pessoas do mesmo sexo à crítica contemporânea aos gays e às demonstrações óbvias de atitudes heterossexuais ou "machistas"".
No entanto, nem todas as avaliações foram positivas. O geógrafo Michael Brown criticou o termo "armário" de Sedgwick para metáfora espacial. Brown também questionou os limites do "armário" como "um mecanismo para compreender a dinâmica das visibilidades queer em contextos nacionais onde o binário homo/hétero não é o principal meio de compreender as sexualidades".

## Traduções
O livro foi traduzido para vários idiomas:
Português, 2003: A Epistemologia do Armário (Português Europeu), de Fernando M. Oliveira, Ana R. Luís. Editora Angelus Novus).
Búlgaro, 2007: Епистемология на гардероба (por Antoaneta Koleva, Assen Davidov, Kapka Guerganovaa. KX – Editora Crítica e Humanismo).